# Verband Österreichischer FilmausstatterInnen
Der Verband Österreichischer FilmausstatterInnen (VÖF), englisch Austrian Filmdesigners Association, ist der Berufsverband der in den Bereichen Szenenbild, Kostümbild, Requisite und Garderobe tätigen Filmschaffenden. Er wurde 1987 von ersteren drei Berufsparten gegründet, 1989 kamen die Garderobere dazu. Er ist die einzige unabhängige, von Ausübenden selbstorganisierte und eigenfinanzierte Interessensvertretung dieser Berufsgruppen.
Die Tätigkeit des VÖF umfasst sowohl diese Vertretung nach außen als auch die Förderung der Kommunikation zwischen seinen Mitgliedern und die Verteilung von Informationen: Erfahrungsaustausch, Weiterbildung, kostenlose Rechtsberatung, Fachthemen.
Der VÖF ist Mitglied im Dachverband der Österreichischen Filmschaffenden.